# Howard Wood
James Howard Wood (Southampton, 20 marzo 1959) è un ex cestista statunitense, professionista nella NBA e in Spagna.

## Carriera
Venne selezionato dagli Utah Jazz al secondo giro del Draft NBA 1981 (27ª scelta assoluta).